# العالمية لتصنيع مهمات الحفر
العالمية لتصنيع مهمات الحفر أو (بالإنجليزية: IDM - International Drilling Material Manufacturing Co)‏ هي إحدى شركات قطاع البترول المصري والتي تأسست وفقا لأحكام قانون ضمانات وحوافز الإستثمار رقم 8 لسنة 1997 كشركة مساهمة مصرية.

## نشاط الشركة
تقوم الشركة بتصنيع وتجميع وسن وصيانة واصلاح الأغطية وسلوك الأنابيب الناظمة.

## المساهمون
يساهم في رأسمال الشركة كل من:-
- الشريك المصري : 50%
  - جنوب الوادي القابضة للبترول : 20%
  - إنبي - الهندسية للصناعات البترولية والكيماوية : 40%
  - بتروجيت - المشروعات البترولية والاستشارات الفنيه 40٪

## رؤساء الشركة
- مهندس / محمد الجوهري[1]
- مهندس / محمد ابو العلا.[2]
- مهندس / كامل عفيفي
- مهندس / هيثم بدوي
- مهندس /كريم همام